# Volby v Rumunsku
Volby v Rumunsku jsou svobodné. Volí se do parlamentu, místních zastupitelstev a Evropského parlamentu. Rumunský parlament je dvoukomorový, dělí se na Poslaneckou sněmovnu a Senát. Do Poslanecké sněmovny je většinovým volebním systémem voleno 334 poslanců na čtyřleté volební období a do senátu je voleno 137 členů. Každých pět let probíhají přímé prezidentské volby.

## Dominantní politické strany
- Sociálně demokratická strana
- Národně liberální strana
- Demokratická liberální strana
- Lidová strana – Dan Diaconescu
- Konzervativní strana